# Sámuel bolgár cár
Nagy Sámuel (bolgárul Самуил, azaz Szamuil; 958 – Szent Akhilleiosz-sziget, 1014. október 6.) az első dunai bolgár birodalom cárja volt (uralkodott de facto 976-tól, egyeduralkodóként de jure 997-től haláláig). Uralkodása alatt néhány évtizedre sikerült feltámasztania a bolgár államot a Bizánci Birodalom ellenében, de röviddel halála előtt döntő vereséget szenvedett II. (Bolgárölő) Baszileiosztól, amit Bulgária évszázados megszűnése követett.

## A kezdetek
Sámuel Nikola, egy comesi rangú, a cári dinasztiával valószínűleg rokon makedóniai előkelőség és az ismeretlen származású Ripszimia gyermeke volt. (992/993-ban készült, Dávid fiukkal közös sírkövük, amit a macedóniai Germanban találtak, Sámuel felirataként ismert.) Egyes modern történészek Sztepanosz Aszoghik 11. századi örmény történetíró közlése alapján azt a nézetet vallják, hogy Ripszimia és két fia, Sámuel és Dávid örmény volt, akik bizánci szolgálatban kerültek a Balkánra, míg a Nikolától született Áron és Mózes csak a féltestvérük volt.
A Kijevi Rusz és a Bizánci Birodalom csapásai 971-re jórészt konstantinápolyi fennhatóság alá kényszerítették a hajdani bolgár területeket, leszámítva a nyugati, ma Macedónia területén található Ohrid vidékét. Itt a comes négy fia, a Komitpulik – az ószövetségi neveket viselő Dávid, Mózes, Áron és Sámuel – meg tudták őrizni önállóságukat. 973-ban hallattak először magukról, amikor I. Ottó német-római császár udvarába küldtek követeket, így demonstrálva függetlenségüket a II. Borisz cárt fogságban tartó bizánciaktól. 976-ra a bolgárok ellentámadásba mentek át, melynek során Dávid és Mózes elesett.

## A cárság feltámasztása
978-ban Borisz és eunuch fivére, Roman el tudott szökni, ám a menekülő cárt tévedésből meggyilkolták a bolgárok. Áron és Sámuel végül Romant ismerte el uralkodónak, ezzel is a bolgár államiság folyamatosságát hangsúlyozták. Ugyanezt ünnepelték az önálló patriarchátus feltámasztásakor, amely végül a cári székhelyen, Ohridban telepedett meg. Valójában azonban egy merőben új cárság született, amelynek súlypontja Makedónia, fő terjeszkedési iránya pedig dél volt. A fővezéri rangú Sámuel vezette bolgár hadak sikert sikerre halmoztak ebben az időben, kihasználva II. Baszileiosz kiskorúságát: többször támadták Szerrhészt és Thesszalonikét, majd Thesszália vidékét, ahol 985/986 fordulóján bevették Larissza városát. Válaszul az önállósodott császár 986-ban megindult ellenük, de hiába ostromolta Szerdika (Szófia) városát, majd visszavonulás közben súlyos vereséget szenvedett a mai Ihtiman környékén, mire birodalmában polgárháború tört ki. 

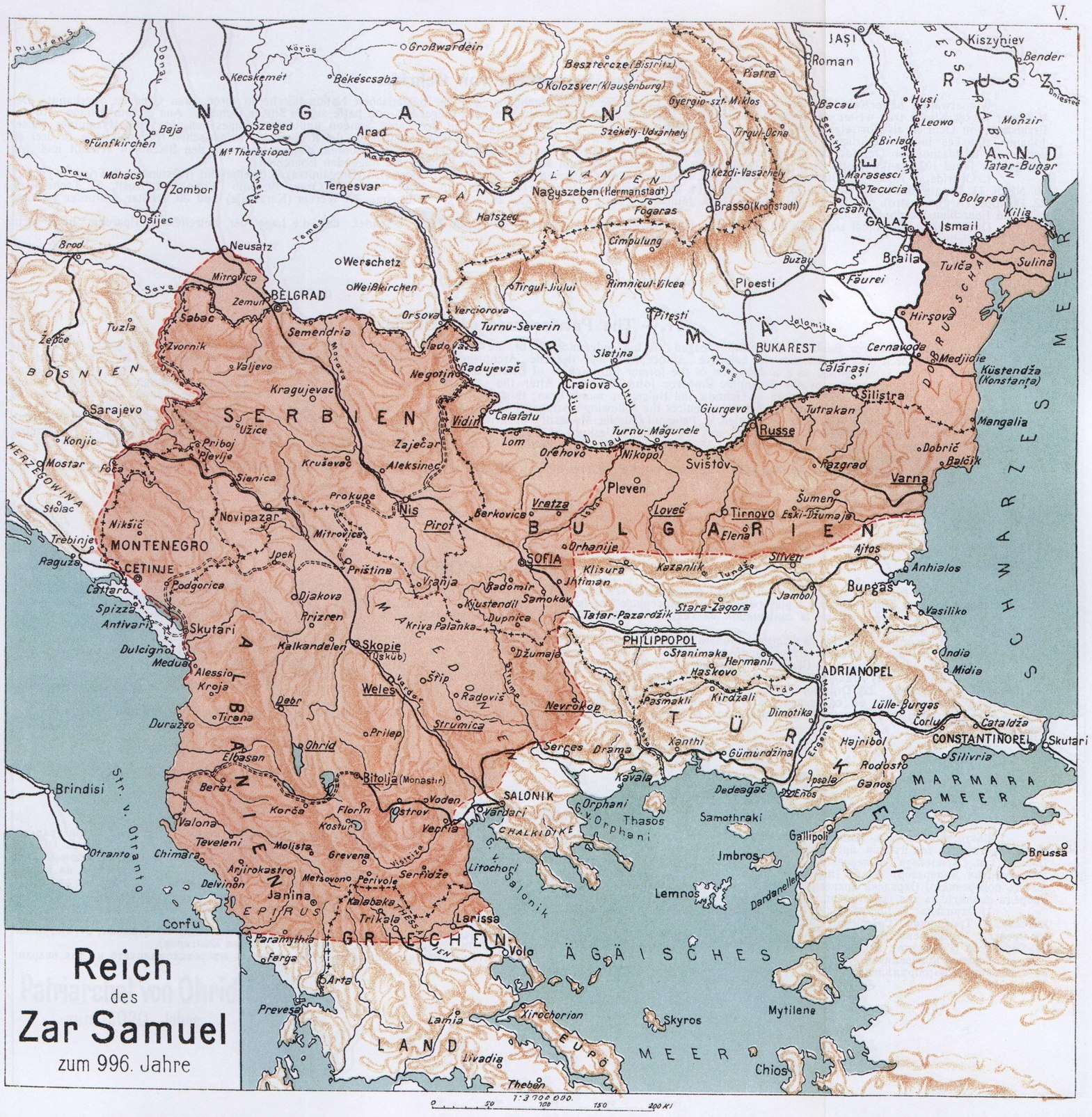
Sámuel birodalmának legnagyobb kiterjedése

A bizánci belharc következtében a gyakorlatilag Roman helyett uralkodó, de hivatalosan csak fővezéri rangot birtokló Sámuel vissza tudta hódítani a keleti bolgár területeket, Pliszka, Preszlav, Drasztar városát, de dél felé is folytatta terjeszkedését. Egyes elképzelések szerint keleten egészen a Dnyeszterig ki tudta tolni a határokat. Mivel Áront és családja nagy részét 987-ben a bizánciakkal folytatott titkos tárgyalásai miatt kivégezték, Roman cár pedig 991-ben ismét bizánci fogságba esett, ahol meghalt, 997-ben Sámuel vált hivatalosan is a bolgárok egyeduralkodójává.
II. Baszileiosz időközben rendezte helyzetét, és 991-ben ismét megindította balkáni hadjáratát. A csatározás 994-ig tartott, különösebb eredmény nélkül; ekkor azonban a Szíria vidékén terjeszkedő Fátimidák ellen vonult a császár, és 1001-ig nem is tudott a balkáni hadszíntérre koncentrálni. Ezt kihasználva Sámuel 997-ben egészen a Peloponnészoszig tört előre, ahol azonban csatát vesztett, és maga is megsebesült. Lendülete azonban nem tört meg: Baszileiosz visszatéréséig bevette Dürrakhiont, illetve hódoltatta Bizánc szláv szövetséges államait, Duklját és Raskát.

## A végső harc
Baszileiosz életcélja a bolgár cárság szétzúzása volt, ezért a keleti helyzet rendezését követően minden erejével Sámuel ellen vonult. A háború 1001-től egészen 1014-ig tartott, és ennek során a nagyobb, szervezettebb, gazdagabb Bizánc feltartóztathatlanul felőrölte a bolgár ellenállást, miközben Sámuelt szövetségesei és hívei sorra elhagyták. Első lépésben a császár elfoglalta Szerdika környékét, amivel leválasztotta a bolgár területeket Sámuel makedóniai központú birodalmáról, és hadvezérei rövidesen ismét elfoglalták Pliszka és Preszlav térségét. Ezután Makedónia területén aratott győzelmeivel megnyitotta az utat Görögország felé. Thesszáliát is felszabadította, ahonnan visszatért Makedóniába, és bevette a Sámuel birodalmának magvához közel eső Vodent. Innen azonban északra vonult, a Dunához, és nyolc hónapon át ostromolta Vidin erősségét – Sámuel hiába próbálkozott elterelni Adrianopolisz lerohanásával és kifosztásával. Vidin elestét követően 1004-ben Szkopje került Bizánc kezére. Sámuel cár területeinek több mint felét elveszítette, amikor a három éve hadait személyesen vezető császár először tért vissza Konstantinápolyba. (Valamikor ezekben az években a magyar király, Szent István is bekapcsolódott a Sámuel elleni harcba. Egyes nézetek a krónikákban szereplő Keánt azonosítják Sámuellel, mások szerint viszont Keán csak a dél-erdélyi bolgárok vezetője volt, és István Sámueltől függetlenül számolt le vele.)
Sámuel birodalmának sorsa végleg megpecsételődött, amikor Dürrakhion városa 1005-ben árulás útján bizánci kézre került, és Makedóniát bekerítették. Baszileiosz tovább folytatta hadjáratát, amely Sámuel elkeseredett ellenállása miatt még majdnem egy évtizeden át elhúzódott. A döntő ütközetre 1014 júliusának végén, a Sztruma felső folyásának vidékén, a Kleidion-szurdokban került sor: a bizánciak bekerítették a bolgárokat, és mintegy 14 000 harcost ejtettek foglyul. Sámuel elmenekült, a Kis-Preszpa-tó Szent Akhilleiosz-szigetén épült rezidenciájában keresett menedéket. A diadalával Bulgaroktonosz, azaz „bolgárölő” melléknevet kiérdemlő Baszileiosz kegyetlen bosszút állt a bolgárokon: a foglyokat megvakítva küldte haza urukhoz, csak minden századiknak hagyva meg fél szeme világát, hogy hazavezesse a többieket. Amikor a cár megpillantotta hajdani seregét, gutaütést kapott, és két napra rá, október 6-án meghalt. Sírját, amely a szigeten általa építtetett Szent Akhilleiosz-templomban van, 1965-ben találták meg görög régészek. Maradványai alapján rekonstruálták arcvonásait, és gyanítható, hogy halotti leplének papagájos ábrái a címerét jelenítik meg.

## Öröksége

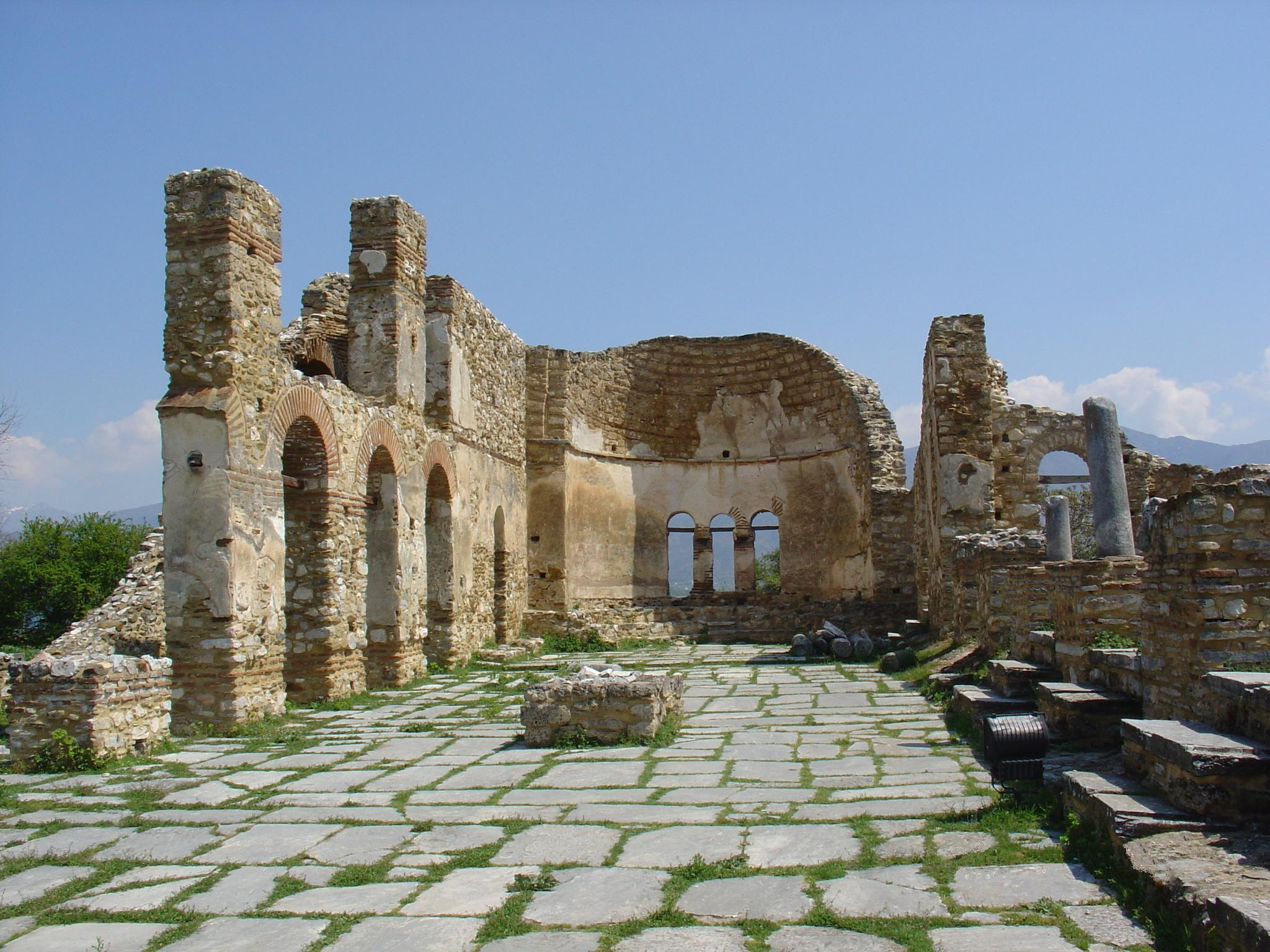
A Szent Akhilleiosz-templom, Sámuel temetkezési helyének romjai

A cár halálát birodalmának maradéka sem sokkal élte túl. Fiát, Gavril Radomirt nem egészen egy évnyi uralkodás után Áron fia, Ivan Vladiszlav gyilkolta meg, eközben Baszileiosz fokozatosan meghódította minden birtokukat. A Sámuel által feltámasztott Bolgár Birodalom 1018-ban végleg megszűnt. A császár az ohridi pátriárkát érsekké fokozta le, de a konstantinápolyi pátriárka hatalmát növelni nem akarva saját hatáskörében tartotta kinevezését, és különféle privilégiumokban részesítette. A bolgár államiság, melynek megszűnését Sámuel csak elhalasztani tudta, több kudarcba fulladt lázadást követően 1186-ban született újjá. Sámuel egy állítólagos unokája, II. Péter Delján 1040-ben maga is sikertelen felkelést indított a bizánci uralom lerázására. 
Sámuel a bolgár történelem egyik hőse, és Bulgáriában macedóniai területeit a dicső bolgár múlt részének tekintik; a macedón történetírásban viszont értelemszerűen a bolgároktól való függetlenségét hangsúlyozzák. Mindkét országban számos emlékműve, szobra látható (így Ohridban és Petricsben). Bulgáriában négy falu, továbbá az antarktiszi Livingston-sziget egyik csúcsa viseli a nevét.